# 奇夫特利克伊
奇夫特利克伊是土耳其的城鎮，位於該國西北部馬摩拉海以南，由亞洛瓦省負責管轄，距離首府亞洛瓦僅5公里，面積132平方公里，2011年人口18,538。
40°39′37″N 29°19′25″E / 40.66028°N 29.32361°E